# تايلور غراي
تايلور غراي (بالإنجليزية: Taylor Gray)‏ هو عارض وممثل أمريكي، ولد في 7 سبتمبر 1993 في الولايات المتحدة.

## أعمال

### مسلسلات
- متمردو حرب النجوم

## وصلات خارجية
- تايلور غراي على موقع IMDb (الإنجليزية)
- تايلور غراي على موقع ديسكوغز (الإنجليزية)
- تايلور غراي على موقع قاعدة بيانات الفيلم (الإنجليزية)